# Xanthostemon verticillatus
Xanthostemon verticillatus är en myrtenväxtart som först beskrevs av Cyril Tenison White och William Douglas Francis, och fick sitt nu gällande namn av Lindsay Stewart Smith. Xanthostemon verticillatus ingår i släktet Xanthostemon och familjen myrtenväxter. Inga underarter finns listade i Catalogue of Life.

## Bildgalleri

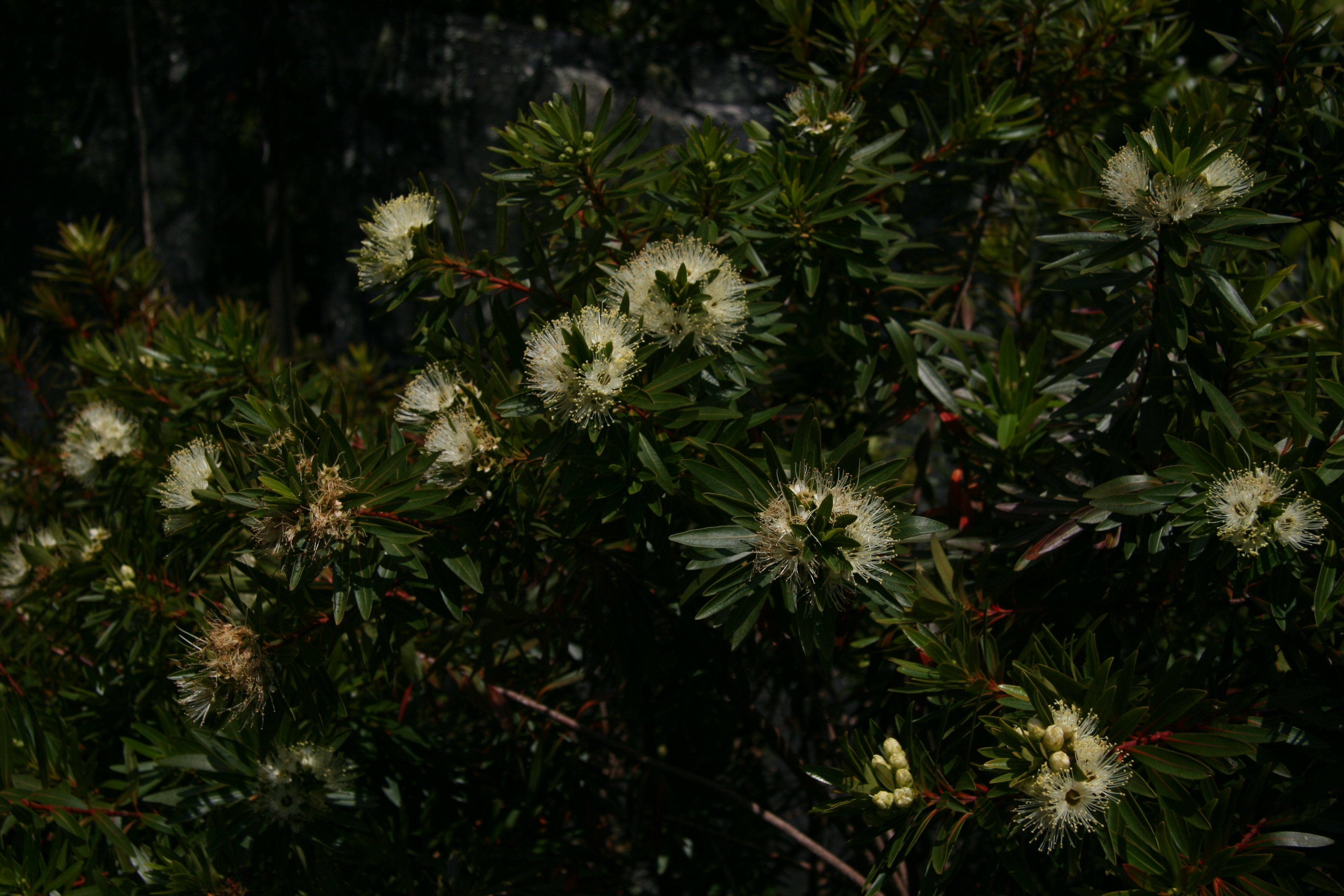